# Pam Dawber
Pam Dawber (Detroit, Míchigan, 18 de octubre de 1951) es una actriz estadounidense.
Es principalmente conocida como la protagonista principal junto a Robin Williams en la exitosa teleserie de comedia Mork y Mindy (1978-1982), en su papel de Mindy McConnell y en My Sister Sam (1986-1988) como Samantha Russell.

## Carrera
Su carrera comenzó cuando una amiga que viajaba a Nueva York le pidió acompañarla y llevar con ella su portafolio fotográfico para mostrarlo en las agencias neoyorquinas de modelaje. Dawber trabajó como modelo y cantante en muchos shows hasta que firmó un contrato exclusivo con una agencia de modelaje de Nueva York. Pronto empezó a aparecer en anuncios de revistas y comerciales de televisión; sin embargo, estaba más interesada en actuar que en modelar, así que comenzó a estudiar actuación.
Apareció en la comedia musical Dulce Adelina en Goodspeed Opera House en Connecticut. Obtuvo un papel en la película A Wedding (1978). Poco tiempo después firmó un contrato exclusivo con la cadena ABC-TV, tomando el papel femenino de la serie Mork del planeta Ork (1978). 
Está casada desde 1987 con el actor Mark Harmon, protagonista de la serie de televisión NCIS.

## Filmografía
Televisión
| Año       | Programa                                              | Personaje              | Notas                                                            |
| --------- | ----------------------------------------------------- | ---------------------- | ---------------------------------------------------------------- |
| 1978–1982 | Mork & Mindy                                          | Mindy McConnell        | 1979 People's Choice Awards Favorite Actress in a New TV Program |
| 1982      | The Mork & Mindy/Laverne & Shirley with the Fonz Show | Mindy McConnell        | Voice only                                                       |
| 1985      | The New Twilight Zone                                 | Karen Billings         | 1 episode, "But Can She Type?" segment                           |
| 1986–1988 | My Sister Sam                                         | Samantha "Sam" Russell | 1982 People's Choice Awards Favorite Actress in a New TV Program |
| 1987      | Faerie Tale Theatre: The Little Mermaid               | Mermaid                |                                                                  |
| 1994      | Dream On                                              | Cheryl Castorini       | 1 episode                                                        |
| 1997      | Life... and Stuff                                     | Ronnie Boswell         | 3 episodios                                                      |
| 1997–1998 | 101 Dalmatians: The Series                            | Perdy                  | Voice only; 20 episodios                                         |

Cine
| Año  | Película                                   | Personaje          | Notas      |
| ---- | ------------------------------------------ | ------------------ | ---------- |
| 1978 | Un día de boda                             | Tracy Farrell      |            |
| 1980 | The Girl, the Gold Watch and Everything    | Bonny Lee Beaumont |            |
| 1981 | Swan Lake                                  | Princess Odette    | Voice only |
| 1982 | Remembrance of Love                        | Marcy Rabin        |            |
| 1983 | Through Naked Eyes                         | Anne Walsh         |            |
| 1984 | Last of the Great Survivors                | Laura Matthews     |            |
| 1985 | This Wife for Hire                         | Marsha Harper      |            |
| 1985 | Wild Horses                                | Daryl Reese        |            |
| 1986 | American Geisha                            | Gillian Burke      |            |
| 1988 | Quiet Victory: The Charlie Wedemeyer Story | Lucy Wedemeyer     |            |
| 1989 | Do You Know the Muffin Man?                | Kendra Dollison    |            |
| 1990 | The Face of Fear                           | Connie Weaver      |            |
| 1992 | Stay Tuned                                 | Helen Knable       |            |
| 1993 | The Man with Three Wives                   | Robyn              |            |
| 1994 | Web of Deception                           | Ellen Benesch      |            |
| 1994 | A Child's Cry for Help                     | Monica Shaw        |            |
| 1995 | A Stranger to Love                         | Andie              |            |
| 1999 | Trail of Tears                             | Cheryl Harris      |            |
| 1999 | I'll Remember April                        | Barbara Cooper     |            |
| 1999 | Don't Look Behind You                      | Liz Corrigan       |            |
| 2006 | Christa McAuliffe: Reach for the Stars     |                    | Documental |